# Cy Twombly
Edwin Parker "Cy" Twombly Jr. (Lexington, 25 de abril de 1928 - Roma, 5 de julho de 2011) foi um pintor e escultor norte-americano. Recebeu o apelido de "Cy", em homenagem a seu pai e ao jogador de basebol Cy Young.
Twombly pertence à mesma geração que Robert Rauschenberg e Jasper Johns,e considera-se que foi uma influência decisiva em pintores de gerações seguintes, como Anselm Kiefer, Francesco Clemente, Julian Schnabel e Jean-Michel Basquiat.
Twombly era conhecido pelas suas pinturas de grafite em grande escala, rabiscadas livremente e em estilo caligráfico, em campos sólidos de cores principalmente cinza, bege ou esbranquiçado. As pinturas de Twombly obscurecem a linha entre desenho e pintura. Muitas das suas pinturas mais conhecidas do final dos anos 1960 lembram um quadro-negro escolar no qual alguém praticou a escrita cursiva. Por esta altura, Twombly abandonara a pintura figurativa, o assunto representacional, citando a linha ou a mancha – cada marca com a sua própria história – como o seu assunto apropriado.
Mais tarde, muitas das suas pinturas e trabalhos em papel passaram para o "simbolismo romântico", e os seus títulos podem ser interpretados visualmente por meio de formas e palavras. Twombly frequentemente citava o poeta francês Stéphane Mallarmé, bem como muitos mitos e alegorias clássicas, e acontecimentos marcantes, nas suas obras. Exemplos disso são o seu Apollo and The Artist e uma série de oito desenhos que consistem apenas em inscrições da palavra "VIRGIL". Numa retrospectiva de 1994, o curador Kirk Varnedoe descreveu o trabalho de Twombly como "influente entre os artistas, desconcertante para muitos críticos e truculentamente difícil não apenas para um público vasto, mas também para iniciados sofisticados da arte do pós-guerra"..
Depois de adquirir a sua obra  Three Studies from the Temeraire (1998–99), o diretor da Art Gallery of New South Wales disse que "às vezes as pessoas precisam de um pouco de ajuda para reconhecer uma grande obra de arte que pode ser pouco conhecida".

## Vida e obra
Twombly nasceu em Lexington, Virgínia, a 25 de abril de 1928. Aos 12 anos, Twombly começou a ter aulas particulares de arte com o mestre catalão Pierre Daura. Depois de se formar na Lexington High School, em 1946, Twombly frequentou a Darlington School em Rome, Georgia, e estudou na Boston Museum of Fine Arts School (1948–49) e na Washington and Lee University (1949–50). Com uma bolsa de estudo estudou na Art Students League de Nova Iorque, em 1950-1951, onde conheceu Robert Rauschenberg, com quem teve um breve envolvimento romântico. Rauschenberg incentivou-o a estudar no Black Mountain College, perto de Asheville, Carolina do Norte. Em Black Mountain, em 1951 e 1952, estudou com Franz Kline, Robert Motherwell e Ben Shahn, e conheceu o compositor John Cage. O poeta e reitor do Colégio, Charles Olson, teve grande influência sobre ele.
Motherwell organizou a primeira exposição individual de Twombly, organizada pela Galeria Samuel M. Kootz, em Nova Iorque, em 1951. Nesta altura, a sua obra era influenciada pelo expressionismo gestual a preto e branco de Kline, bem como pela imagética de Paul Klee. Em 1952, Twombly recebeu uma bolsa do Museu de Belas Artes da Virgínia que lhe permitiu viajar para o Norte de África, Espanha, Itália e França. Viajou por África e pela Europa, com Robert Rauschenberg. Em 1954, serviu no Exército dos EUA como criptógrafo em Washington, D.C., e viajava frequentemente para Nova Iorque durante os períodos de licença. De 1955 a 1956, lecionou no Southern Seminary and Junior College em Buena Vista, Virgínia, actualmente conhecida como Southern Virginia University; durante as férias de Verão, Twombly viajava para Nova Iorque onde pintava no seu apartamento na Williams Street.
Em 1957, Twombly mudou-se para Roma, em Itália, e fez dela a sua cidade de eleição, onde conheceu a artista italiana Tatiana Franchetti, irmã do seu patrono, o Barão Giorgio Franchetti. Casaram na Câmara Municipal de Nova Iorque em 1959, e, mais tarde, compraram um palácio na Via di Monserrato, em Roma. Além disso, tinham um palácio do século XVII em Bassano in Teverina, perto de Viterbo. Em 2023, o palácio foi restaurado e reaberto ao público como residência de artistas e centro de exposições.
Por volta de 1961, através da relação mútua com o artista italiano Afro, Twombly conheceu o artista americano Joseph Glasco em Mykonos, com quem manteve uma relação próxima.
Em 1964, Twombly conheceu Nicola Del Roscio de Gaeta, que se tornou o seu companheiro de vida. Twombly comprou uma casa e alugou um estúdio em Gaeta no início da década de 1990. Twombly e Tatiana, que morreu em 2010, nunca se divorciaram e continuaram amigos.
Em julho de 2011, depois de sofrer de cancro durante vários anos, Twombly morreu em Roma, após uma breve hospitalização. Uma placa na Igreja de Santa Maria in Vallicella homenageia-o.